# Vienna Blood – Der Tod und das Mädchen
Vienna Blood – Der Tod und das Mädchen (englischer Titel: Death is Now a Welcome Guest) ist ein britisch-österreichischer Fernsehfilm der Krimireihe Vienna Blood aus dem Jahr 2022 von Robert Dornhelm mit Matthew Beard als Arzt und Psychoanalytiker Max Liebermann und Juergen Maurer als Wiener Kriminalbeamten Oskar Rheinhardt. Das Drehbuch von Stephen Thompson basiert auf dem Roman von Frank Tallis. Die BBC-iPlayer-Premiere war am 14. Dezember 2022 vorgesehen und die Erstausstrahlung auf ORF2 am 3. Jänner 2023. Im ZDF soll diese Folge am 9. April 2023 gezeigt werden. Auf Flimmit wurde die Folge am 27. Dezember 2022 veröffentlicht.

## Handlung
In ihrem neunten gemeinsamen Fall untersuchen der Wiener Kriminalbeamte Oskar Rheinhardt und der Arzt und Psychoanalytiker Max Liebermann den Tod der Filmschauspielerin Ida Rego, die bei der Premiere ihres neuesten Filmes stirbt. Todesursache ist eine Arsen-Vergiftung, Rego wurde mit einem Wein vergiftet, den sie geschenkt bekommen hatte.
Die Schauspielerin wurde zwei Monate zuvor in die Neurologie aufgrund plötzlicher Erblindung eingeliefert, nachdem der Augenarzt kein physisches Problem feststellen konnte. Prof. Neumann ist als Nachfolger von Professor Gruner Leiter der Neurologie, er überträgt die Untersuchung zunächst an Dr. Liebermann. Der vermutet, dass sie einen Schock erlitten hatte, und würde eine Redekur empfehlen, Neumann verordnet jedoch eine Kochsalzlösung als Placebo. Tatsächlich kann Rego nach einer Infusion mit einer Kochsalzlösung wieder sehen.
Stefan war Regos Assistent, er hat sie bei den Dreharbeiten unterstützt. Von ihm erfährt Rheinhardt, dass ihre Tasche einige Tage vor ihrer Ermordung gestohlen wurde. Außerdem hat sie Drohbriefe erhalten und Max vermutet, dass diese Ursache für ihre Erblindung waren. Ursprünglich hätte Arianne Amsel die Hauptrolle in dem Film übernehmen sollen, sie wurde allerdings durch Rego ersetzt. Neumann gesteht Max schließlich ein, dass er mit seiner Methode nur auf den schnellen Erfolg bei Rego aus war und er, wie von Liebermann empfohlen, die tiefer liegende Ursache herausfinden hätte müssen. Zwischenzeitlich kommen sich Oskar und Therese Thanhofer näher.
Rheinhardt lässt Arianne Amsel von Haussmann beschatten, Oskar vermutet einen Verehrer von Arianne, der möglicherweise auch der Mörder von Ida war. Stefan überfällt bald darauf Arianne, kann aber von Hausmann verhaftet werden. Er hatte die Drohbriefe geschrieben, einen Unfall bei den Dreharbeiten verursacht und wollte, dass Arianne die ursprünglich für sie vorgesehene Rolle erhält. Max glaubt jedoch nicht, dass es sich bei Stefan um den Mörder handelt, nachdem Ida erst vergiftet wurde, nachdem der Film bereits abgedreht war.
Fräulein Lindner stößt bei ihren Recherchen auf Paul J. Adler, einen amerikanischen Senator aus Pennsylvania und Eisen- und Stahlmagnaten. Er hatte Ida auf einer Wohltätigkeitsveranstaltung kennengelernt, behauptet aber, sie kaum gekannt zu haben. Oskar vermutet, dass die beiden eine Affäre hatten. Außerdem findet er heraus, dass Adler die Alldeutsche Bewegung in Österreich finanziert und deshalb immer wieder nach Europa kam. Adler wird seit einiger Zeit vom Innenministerium überwacht, er vermutet, dass ihm jemand aus der Polizei den Mord an Ida unterschieben wollte, nachdem seine Spuren am Tatort gefunden wurden. Er behauptet, zum Tatzeitpunkt mit einer anderen Person in seiner Suite gewesen zu sein. Von Strasser erfährt Oskar, dass Ida Rego vom Innenministerium bezahlt wurde, um den Senator auszuspionieren, außerdem erhielt sie dafür die Hauptrolle im Film. Wer Idas Tasche gestohlen hat, will Strasser jedoch nicht wissen. 
Oskar macht sich daher auf die Suche nach dem Dieb, dabei findet er heraus, dass dieser die Tasche mit Liebesbriefen verkauft hatte. Am Ende der Liebesbriefe stand „Der Mann der Wunder vollbringt“. Dieser findet sich in den Filmaufnahmen von der Filmpremiere in der Person von Professor Neumann. Er hatte ein Verhältnis mit Ida, Neumann wollte dieses beenden, weil er Angst hatte seinen Ruf zu verlieren, und hatte ihr den vergifteten Wein geschickt. Neumann entzieht sich der Festnahme durch die Polizei durch Suizid.
Nachdem Clara Weiss zu Unrecht von Max beschuldigt wurde, vertrauliche Informationen zum Fall an die Öffentlichkeit gebracht zu haben, verlangt sie zur Entschuldigung ein Essen. Als Oskar Therese besuchen möchte, erfährt er, dass ihr Mann überraschend zurückgekehrt ist.

## Produktion und Hintergrund
Die Dreharbeiten zur dritten Staffel, bestehend aus drei Folgen, fanden vom 21. März bis zum 24. Juni 2022 in Wien und Budapest statt. Produziert wurde die Serie von der österreichischen MR Film und der britischen Endor Productions, an der die Red Arrow Studios beteiligt sind. Unterstützt wurde die Produktion vom Filmfonds Wien, dem Fernsehfonds Austria und dem National Filmoffice Hungary, beteiligt waren der Österreichische Rundfunk und das ZDF.
Die Kamera führten Ádám Fillenz und Máté Herbai, die Montage verantwortete Klaus Hundsbichler. Für das Maskenbild zeichnete Michaela Payer verantwortlich und für das Szenenbild Péter Horgas und Viktória Horváth. Das Drehbuch schrieb der Engländer Stephen Thompson, der auch für drei Folgen der englischen Fernsehserie Sherlock die Drehbücher verfasst hat. Gedreht wurde auf Englisch, die deutschsprachigen Schauspieler synchronisierten sich für die deutschsprachige Fassung selbst.

## Rezeption
Die Folge Der Tod und das Mädchen wurde bei Erstausstrahlung im Jänner 2023 im ORF von bis zu 766.000 und durchschnittlich 719.000 Zusehern verfolgt, der Marktanteil betrug 25 Prozent.
Oliver Armknecht bewertete diese Episode auf film-rezensionen.de mit sieben von zehn Punkten, dies sei ein weiterer guter Teil der Reihe, gewohnt stilvoll, auch beim Fall darf viel gerätselt werden. Aus den Figuren wurde dieses Mal jedoch etwas wenig herausgeholt.